# باشگاه فوتبال بارسکو
باشگاه فوتبال بارسکو (به انگلیسی: Burscough Football Club) یک باشگاه فوتبال در شهر بارسکو، کشور انگلستان است که در سال ۱۹۴۶ میلادی تأسیس شده‌است.